# Macy (Indiana)
Macy – miasto w Stanach Zjednoczonych, w stanie Indiana, w hrabstwie Miami.